# 유자위 (심양후)
유자위(劉自爲, ? ~ ?)는 전한 중기의 제후로, 하간헌왕의 아들이다.

## 행적
무제 때 심양후(沈陽侯)에 봉해졌다.

## 출전
- 반고, 《한서》 권15상 왕자후표 上

| 선대 (첫 봉건) | 전한의 심양후 (무제 시기) | 후대 (불명) |